# Ару (Ер и Лоар)
Ару (фр. Arrou) насеље је и општина у централној Француској у региону Центар (регион), у департману Ер и Лоар која припада префектури Шатоден.
По подацима из 2011. године у општини је живело 1.653 становника, а густина насељености је износила 25,44 становника/km². Општина се простире на површини од 64,98 km². Налази се на средњој надморској висини од 164 метара (максималној 220 m, а минималној 138 m).

## Демографија
| 1962. | 1968. | 1975. | 1982. | 1990. | 1999. | 2011. |
| ----- | ----- | ----- | ----- | ----- | ----- | ----- |
| 1.836 | 1.957 | 1.841 | 1.825 | 1.777 | 1.770 | 1.653 |

График промене броја становника у току последњих година